# Bart D. Ehrman
Bart D. Ehrman (né le 5 octobre 1955) est un spécialiste américain du Nouveau Testament, actuellement professeur émérite James A. Gray d'études religieuses à l'Université de Caroline du Nord à Chapel Hill. Il a écrit et publié plus de vingt-cinq livres, dont trois manuels de collège, et a obtenu une notoriété populaire en écrivant quatre best-sellers du New York Times. Le travail d'Ehrman met l'accent sur la critique textuelle du Nouveau Testament, le Jésus historique et l'évolution du christianisme primitif.

## Éducation
Ehrman a grandi à Lawrence, Kansas, et a été élève de la High School de cette ville, où il était dans l'équipe de débat champion de l'Etat en 1973. Il a commencé à étudier la Bible et ses langues d'origine à l'Institut Biblique Moody, où il a obtenu son diplôme de trois ans en 1976. Il a obtenu son baccalauréat en 1978 au Wheaton College, puis son PhD et M.Div au Princeton Theological Seminary où il a étudié avec Bruce Metzger. Il a reçu son magna cum laude à la fois pour son baccalauréat de 1978 et pour son PhD de 1985.

## Carrière
Ehrman est devenu un chrétien évangélique pendant son adolescence. Il raconte dans ses livres son enthousiasme juvénile de chrétien fondamentaliste born again, certain que Dieu avait inspiré la rédaction de la Bible et protégé ses textes de toute erreur. Son désir de comprendre les paroles originales de la Bible l'a conduit à étudier les langues anciennes et la critique textuelle. Au cours de ses études supérieures, cependant, il s'est convaincu qu'il existait des contradictions et des incohérences dans les manuscrits bibliques, qui ne pouvaient être harmonisées ou réconciliées et que la Bible a été de toute évidence modifiée de nombreuses fois. Il resta chrétien libéral pendant quinze ans, mais devint plus tard agnostique après avoir été confronté aux problèmes philosophiques du mal et de la souffrance.
Ehrman enseigne à l'université de Caroline du Nord, à Chapel Hill, depuis 1988, après quatre ans à l'Université Rutgers. À l'UNC, il a été directeur des études supérieures et président du département d'études religieuses. Il s'est vu décerner le J. W. Pope « Spirit of Inquiry » Teaching Award en 2009, le UNC Undergraduate Student Teaching Award en 1993, le Phillip and Ruth Hettleman Prize for Artistic and Scholarly Achievement en 1994, et le Bowman and Gordon Gray Award pour l'excellence en enseignement.
Il est actuellement corédacteur en chef de la série New Testament Tools, Studies, and Documents (E. J. Brill), corédacteur en chef de la revue Vigiliae Christianae, et de plusieurs autres comités de lecture de revues et de monographies. Ehrman a en outre été président de la Southeast Region of the Society of Biblical Literature, président de la section de critique textuelle du Nouveau Testament de cette organisation, rédacteur en chef de critique de livres du Journal of Biblical Literature, et rédacteur en chef de la série de monographies The New Testament in the Greek Fathers (Scholars Press).
Ehrman donne de nombreuses conférences et participe à de nombreux débats publics, notamment avec William Lane Craig, Dinesh D'Souza, Mike Licona, Craig A. Evans, Daniel B. Wallace, Richard Swinburne, Peter J. Williams, James White (en), Darrell Bock et Michael L. Brown.
En 2006 et 2009, il est apparu dans The Colbert Report,, ainsi que The Daily Show, pour promouvoir ses livres La construction de Jésus, et Jesus, Interrupted (respectivement).
Ehrman est intervenu à la télévision sur History Channel, National Geographic, Discovery Channel, A&E, Dateline NBC, CNN, et Fresh Air. Il a été mis en vedette par Time, Newsweek, The New York Times, The New Yorker, et The Washington Post.

## Champs d'étude
Ehrman s'est spécialisé dans l'étude du Nouveau Testament et du christianisme primitif, à un niveau à la fois académique et populaire, avec plus de vingt-cinq livres, dont trois manuels de collège et quatre best-sellers : La Construction de Jésus, Jesus, Interrupted, God's Problem et Forged,. Une grande partie de son travail porte sur la critique textuelle du Nouveau Testament. Ses livres ont été traduits en vingt-sept langues.
Dans The Orthodox Corruption of Scripture, Ehrman étudie comment les luttes précoces entre l'« hérésie » et l'« orthodoxie » chrétienne ont affecté la transmission des documents. Il est l'un des premiers chercheurs à relier l'histoire de l'Église primitive et les variantes textuelles des manuscrits bibliques et innove avec des expressions telles que « christianisme proto-orthodoxe ».
Dans Jesus: Apocalyptic Prophet of the New Millennium, il voit le Jésus historique comme un prédicateur apocalyptique, et considère que les croyances en une apocalypse imminente ont été mises par écrit d'abord dans les premiers documents chrétiens (les épîtres pauliniennes authentiques, la Première épître aux Thessaloniciens et la Première épître aux Corinthiens), puis dans les prédications de Jésus telles qu'elles sont rapportées par les premiers évangiles : l'Évangile selon Marc et plus tard l'Évangile selon Matthieu. Les épîtres de Paul et les paroles de Jésus indiquent que Jésus croyait que le Fils de l'Homme allait bientôt régner, que les grandes puissances tomberaient et que le royaume de Dieu serait établi sur Terre. Les douze apôtres recevraient chacun un trône à côté du Fils de l'Homme et jugeraient chacune des douze tribus d'Israël [Mt 19:28]. Jésus a peut-être cru qu'il était le Fils de l'Homme, ou bien un évangéliste a mis ces mots dans sa bouche. Les premiers chrétiens ont cru en Jésus comme étant le Fils de l'Homme. Il n'y a pas d'annonce de « fin des temps dans le plus récent des quatre Évangiles canoniques, l'Évangile selon Jean.
Dans La Construction de Jésus, il décrit les avancées de la recherche dans la compréhension de la Bible au cours des deux cents dernières années, avec des résultats souvent inconnus du grand public. Ce faisant, il met en évidence l'existence de livres « falsifiés » dans le Nouveau Testament (il s'agit des textes écrits sous le nom des apôtres par des auteurs chrétiens ayant vécu des décennies plus tard) et l'apparition ultérieure de doctrines chrétiennes comme le messie souffrant, la divinité de Jésus et la Trinité.
Dans Forged, Ehrman montre comment la pratique de la falsification était courante chez les premiers rédacteurs chrétiens et comment elle fut condamnée dans le monde antique comme illicite. Son ouvrage Forgery and Counterforgery analyse la pratique de la contrefaçon dans le Nouveau Testament et la littérature chrétienne primitive. Il souhaite que ces livres faussement attribués ou pseudépigraphiques soient jugés comme des « falsifications ».
En 2012, Ehrman publie Did Jesus Exist? et The Historical Argument for Jesus of Nazareth, où il défend la thèse que Jésus de Nazareth a existé, en opposition avec la théorie mythiciste d'après laquelle Jésus est un être entièrement mythique ou fictif.

## Philanthropie
Bart Ehrman a créé la Fondation Bart Ehrman pour amasser des fonds afin d'atténuer les effets de la pauvreté, de la faim et de l'itinérance. Il a commencé son blog Christianity in Antiquity (CIA) en 2012 et toutes les cotisations collectées pour rejoindre le blog sont données à plusieurs organisations caritatives. Dans sa première année d'existence, le blog a collecté 37 000 dollars pour des œuvres de charité par les cotisations . En 2013, le blog a collecté 61 000 dollars pour les œuvres de charité.

### En français
- Les Christianismes disparus, La bataille pour les Ecritures, apocryphes, faux et censures, Paris, Bayard Culture, 2007, 415 p. (ISBN 978-2-227-47617-2 et 2-227-47617-6)
- La Construction de Jésus : Aux sources de la tradition chrétienne, H&O, 2010  (ISBN 9782845472174)
- Jésus avant les Évangiles : Comment les premiers chrétiens se sont rappelé, ont transformé et inventé l'histoire du Sauveur, Bayard, 2017  (ISBN 978-2-227-48913-4)

### Autres langues
- (en) Didymus the Blind and the Text of the Gospels (The New Testament in the Greek Fathers; No. 1), Society of Biblical Literature, 1987, 288 p. (ISBN 1-55540-084-1)
- (en) The Text of the New Testament in Contemporary Research : Essays on the Status Quaestionis, Wm. B. Eerdmans Publishing Company, 1995, 416 p. (ISBN 0-8028-4824-9, présentation en ligne)
- (en) The Orthodox Corruption of Scripture : The Effect of Early Christological Controversies on the Text of the New Testament, Oxford University Press, USA, 2011 (1re éd. 1996) (ISBN 978-0-19-973978-3 et 0-19-973978-1)
- (en) After the New Testament : A Reader in Early Christianity, Oxford University Press, USA, 1998, 436 p. (ISBN 0-19-511445-0)
- (en) Jesus : Apocalyptic Prophet of the New Millennium, Oxford University Press, USA, 1999, 274 p. (ISBN 0-19-512474-X, présentation en ligne)
- (en) Lost scriptures : books that did not make it into the New Testament, New York, Oxford University Press, USA, 2003, 342 p. (ISBN 0-19-514182-2)
- (en) The New Testament and Other Early Christian Writings : A Reader, Oxford University Press, USA, 2003, 419 p. (ISBN 0-19-515464-9)
- (en) The Apostolic Fathers : Volume I. I Clement. II Clement. Ignatius. Polycarp. Didache, Harvard University Press, 2003, 464 p. (ISBN 0-674-99607-0)
- (en) The Apostolic Fathers : Volume II. Epistle of Barnabas. Papias and Quadratus. Epistle to Diognetus. The Shepherd of Hermas, Harvard University Press, 2003, 496 p. (ISBN 0-674-99608-9, présentation en ligne)
- (en) avec Andrew S. Jacobs et Jacobs, Andrew S., Christianity in Late Antiquity, 300-450 C.E. : A Reader, Oxford University Press, USA, 2003 (ISBN 0-19-515461-4)
- (en) The New Testament : A Historical Introduction to the Early Christian Writings, Oxford University Press, USA, 2003, 506 p. (ISBN 0-19-515462-2)
- (en) Lost christianities : the battles for Scripture and the faiths we never knew, New York, Oxford University Press, USA, 2003, 294 p. (ISBN 0-19-514183-0)
- (en) A Brief Introduction to the New Testament, Oxford University Press, USA, 2004, 380 p. (ISBN 0-19-516123-8)
- (en) Truth and Fiction in The Da Vinci Code: A Historian Reveals What We Really Know about Jesus, Mary Magdalene, and Constantine, Oxford, Oxford University Press, USA, 2004, 207 p. (ISBN 0-19-518140-9)
- (en) avec Bruce M. Metzger et Ehrman, Bart, The Text of the New Testament : Its Transmission, Corruption, and Restoration, Oxford University Press, USA, 2005 (ISBN 0-19-516667-1)
- (en) Misquoting Jesus : The Story Behind Who Changed the Bible and Why, HarperSanFrancisco, 2005, 242 p. (ISBN 0-06-073817-0)
- (en) Peter, Paul, and Mary Magdalene : The Followers of Jesus in History and Legend : The Followers of Jesus in History and Legend, Oxford University Press, USA, 2006, 304 p. (ISBN 0-19-530013-0)
- (en) The Lost Gospel of Judas Iscariot : A New Look at Betrayer and Betrayed, Oxford University Press, USA, 2006 (ISBN 978-0-19-531460-1)
- (en) God's Problem : How the Bible Fails to Answer Our Most Important Question – Why We Suffer, HarperCollins, USA, 2008, 304 p. (ISBN 978-0-06-117397-4)
- (en) Jesus, Interrupted: Revealing the Hidden Contradictions in the Bible (And Why We Don't Know About Them), HarperCollins, USA, 2009 (ISBN 978-0-06-117394-3)
- (en) Forged: Writing in the Name of God — Why the Bible's Authors Are Not Who We Think They Are, HarperCollins, USA, 2011, 320 p. (ISBN 978-0-06-201261-6)
- (en) avec Zlatko Pleše, The Apocryphal Gospels : Texts and Translations, Oxford University Press, USA, 2011, 611 p. (ISBN 978-0-19-973210-4, présentation en ligne)
- (en) Did Jesus exist ? : the historical argument for Jesus of Nazareth, New York, HarperCollins, USA, 2012, 368 p. (ISBN 978-0-06-220460-8)
- (en) Forgery and counterforgery : the use of literary deceit in early Christian polemics, New York (N.Y.), Oxford University Press, USA, 2012, 628 p. (ISBN 978-0-19-992803-3, présentation en ligne)
- (en) The Bible : A Historical and Literary Introduction, Oxford University Press, USA, 2013, 432 p. (ISBN 978-0-19-530816-7)
- (en) The Other Gospels : Accounts of Jesus from Outside the New Testament, Oxford University Press, USA, 2013, 324 p. (ISBN 978-0-19-933522-0, présentation en ligne)
- (en) How Jesus Became God : The Exaltation of a Jewish Preacher from Galilee, HarperOne, USA, 2014, 416 p. (ISBN 978-0-06-177818-6)
- (en) Jesus Before the Gospels : How the Earliest Christians Remembered, Changed, and Invented Their Stories of the Savior, HarperCollins, USA, 2016, 320 p. (ISBN 978-0-06-228520-1)